# Pacific Tour 1973 (The Rolling Stones)
Pacific Tour 1973 bylo koncertní turné britské rockové skupiny The Rolling Stones, které sloužilo jako propagace alba Exile on Main St.. Turné bylo zahájeno koncertem v Los Angeles v Kalifornii a bylo zakončeno koncertem v Sydney v Austrálii.

## Setlist
Toto je nejčastější hraný seznam skladeb.
Autory všech skladeb jsou Jagger/Richards.
1. Brown Sugar
2. Bitch
3. Gimme Shelter
4. Rocks Off
5. Happy
6. Tumbling Dice
7. Love in Vain
8. Sweet Virginia
9. You Can't Always Get What You Want
10. Honky Tonk Women
11. All Down the Line
12. Midnight Rambler
13. Rip This Joint
14. Bye Bye Johnny (Berry)
15. Little Queenie (Berry)
16. Jumpin' Jack Flash
17. Street Fighting Man

## Sestava
The Rolling Stones
- Mick Jagger - (zpěv, harmonika)
- Keith Richards - (kytara, zpěv)
- Mick Taylor - (kytara)
- Bill Wyman - (baskytara)
- Charlie Watts - (bicí)

Doprovodní členové
- Nicky Hopkins - (piáno)
- Bobby Keys - (saxofon)
- Jim Price - (trubka, trombon)

## Turné v datech
| Datum           | Město           | Stát            | Místo                            |
| Severní Amerika | Severní Amerika | Severní Amerika | Severní Amerika                  |
| --------------- | --------------- | --------------- | -------------------------------- |
| 18. ledna 1973  | Los Angeles     | Spojené státy   | The Forum                        |
| 21. ledna 1973  | Honolulu        | Spojené státy   | Honolulu International Center    |
| 22. ledna 1973  | Honolulu        | Spojené státy   | Honolulu International Center    |
| Asie            |                 |                 |                                  |
| 28. ledna 1973  | Tokio           | Japonsko        | Nippon Budokan                   |
| 29. ledna 1973  | Tokio           | Japonsko        | Nippon Budokan                   |
| 30. ledna 1973  | Tokio           | Japonsko        | Nippon Budokan                   |
| 31. ledna 1973  | Tokio           | Japonsko        | Nippon Budokan                   |
| 1. února 1973   | Tokio           | Japonsko        | Nippon Budokan                   |
| Oceánie         |                 |                 |                                  |
| 11. února 1973  | Auckland        | Nový Zéland     | Western Springs Stadium          |
| 14. února 1973  | Brisbane        | Austrálie       | Milton Tennis Courts             |
| 17. února 1973  | Melbourne       | Austrálie       | Kooyong Tennis Courts            |
| 18. února 1973  | Melbourne       | Austrálie       | Kooyong Tennis Courts            |
| 20. února 1973  | Adelaide        | Austrálie       | Memorial Drive Park              |
| 21. února 1973  | Adelaide        | Austrálie       | Memorial Drive Park              |
| 24. února 1973  | Perth           | Austrálie       | Western Australia Cricket Ground |
| 26. února 1973  | Sydney          | Austrálie       | Royal Randwick Racecourse        |
| 27. února 1973  | Sydney          | Austrálie       | Royal Randwick Racecourse        |